# Afganisztáni hadjáratért érem
Az Afganisztáni hadjáratért érem (Afghanistan Campaign Medal) az Egyesült Államok hadseregének katonai kitüntetése. Az érmet 2004. november 29-én George W. Bush amerikai elnök alapította. Az érmet az Amerikai Egyesült Államok Katonai Címertani Intézménye tervezte.
Az érem 2005 júniusától vált adományozhatóvá. A hadsereg olyan tagjainak adták, akik 30 egymásutáni napot szolgáltak, vagy 60 nem egymásutáni napot Afganisztán határán (vagy légterén) belül. Szintén megkaphatják azok is, akik fegyveres konfliktusba keveredtek, vagy megsérültek, a szolgálati időre való tekintet nélkül. Az érmet szintén posztumusz megkapják azok, akik szolgálati idő alatt hunytak el.

## Hadjárat folyamatok
A következők az Afganisztáni hadjáratért érem felállított hadjárati folyamatai:
| Első folyamat: Afganisztán felszabadítása - 2001. szeptember 11-től 2001. november 30-ig |
| Második folyamat: Első konszolidáció - 2001. december 1-től 2006. szeptember 30-ig       |
| Harmadik folyamat: Második konszolidáció - 2006. október 1-től 2009. november 30-ig      |
| Negyedik folyamat: Harmadik konszolidáció - 2009. december 1-től 2011. június 30-ig      |
| Ötödik folyamat: Első átmenet - 2011. július 1-től                                       |

Bármely folyamatban való részvételért egy-egy 3/16 hüvelykes (kb. ~0,5 centiméter) bronz csillag adható. Mind az öt folyamatban való részvétel az öt bronzcsillagot felváltó, egy ezüst csillagot ér.
| Bármelyik az öt folyamatból | Bronze Service Star                                                                   |
| Kettő az öt folyamatból     | Bronze Service Star · Bronze Service Star                                             |
| Három az öt folyamatból     | Bronze Service Star · Bronze Service Star · Bronze Service Star                       |
| Négy az öt folyamatból      | Bronze Service Star · Bronze Service Star · Bronze Service Star · Bronze Service Star |
| Mind az öt folyamat         | Silver Award Star                                                                     |

## Megjelenés
Az érem bronzból készült, 1,25 hüvelyk (3,175 centiméter) átmérőben. A háttérben Afganisztán hegyeit ábrázolja. A széle mentén következő olvasható: "AFGHANISTAN CAMPAIGN" (Afganisztáni hadjárat). Hátoldalán egy sas látható, háttérben egy sugárzó nap. Az alsó felém három sorban ez áll: "FOR SERVICE IN AFGHANISTAN" (Az Afganisztánban nyújtott szolgálatért).

## Fordítás
Ez a szócikk részben vagy egészben  az   Afghanistan Campaign Medal című angol Wikipédia-szócikk fordításán alapul.  Az eredeti cikk szerkesztőit annak laptörténete sorolja fel. Ez a jelzés csupán a megfogalmazás eredetét és a szerzői jogokat jelzi, nem szolgál a cikkben szereplő információk forrásmegjelöléseként.